# Goldbergsee (Marktschorgast)
Der Goldbergsee ist ein Badesee in der Gemeinde Marktschorgast im oberfränkischen Landkreis Kulmbach.

## Name
Der innerhalb einer Schleife der Bahnstrecke Bamberg–Hof gelegene, namengebende Goldberg wurde 1755 erstmals erwähnt. Vermutlich wurde im Berg, allerdings erfolglos, einst nach Gold gegraben. Im 14. Jahrhundert stand dort der Marktschorgaster Galgen, in einer Karte aus der ersten Hälfte des 19. Jahrhunderts ist auf seinem Gipfel ein optischer Telegraf eingezeichnet. Von 1898 bis 1908 unterhielt die Bayerische Basaltbausteingesellschaft am Goldberg einen Steinbruch, den im Jahr 1909 die Gemeinde Marktschorgast übernahm.

## Geschichte und Beschreibung
Der seit 1912 existierende, smaragdgrüne See liegt, von Felsen und Wald eingerahmt, in der Grube des ehemaligen Steinbruchs am Fuß des 548 Meter hohen Goldbergs. In jenem Jahr bewirkte eine Sprengung die unbeabsichtigte Flutung der Grube durch rasch eindringendes Grundwasser.

Der See kurz nach seiner Entstehung

Als Badesee wird der Goldbergsee spätestens seit 1922 genutzt. Er weist eine etwa 3 Hektar große Wasseroberfläche auf und ist bis zu ca. 8 Meter tief. Das Wasser kommt in unterirdischen Gesteinsschichten vom rund 30 Kilometer entfernten Epprechtstein und hat nahezu Trinkwasserqualität. Zudem ist ein künstlicher Zufluss vorhanden. Das Wasser kann sich selbst regenerieren, da der Goldbergsee eine entsprechende Tiefe aufweist und der Schlamm am Boden nicht aufgewirbelt wird. Im Sommer liegt die Wassertemperatur bei kühlen 16 bis 21 Grad.
Badesaison ist von Christi Himmelfahrt im Mai bis Ende August oder Anfang September. Während der Badesaison ist das Tauchen verboten. In der von 1927 stammenden polizeilichen Vorschrift für das „Bad Goldbergsee“ heißt es: „Die Badenden weiblichen Geschlechts haben einen Badeanzug, diejenigen männlichen Geschlechts eine Badehose zu tragen“. Einige Jahre danach bewarb ihn die Gemeinde als Familienbad „Gebirgssee Goldbergsee“. 1935 wurde ein Becken für Nichtschwimmer angelegt. In der Zeit nach dem Zweiten Weltkrieg war der See auch bei den Angehörigen der in der Bayreuth und Bindlach stationierten US-Streitkräfte beliebt. Im Jahr 1998 investierte die Gemeinde Marktschorgast mehr als 1,3 Millionen DM in die Anlage.
Neben dem Naturfelsbad existieren solarbeheizt ein Nichtschwimmer- und ein Planschbecken sowie ein Kinderspielplatz, Sanitäranlagen, ein Kiosk und ein Jugendzeltplatz. Der See dient auch als Rahmen für Kulturveranstaltungen. Im August 1980 fand dort eine erste Serenade mit Mitgliedern des Bayreuther Festspielorchesters statt. Die „Abende am See“ wurden bis 2021 dreizehnmal wiederholt, unter anderem mit Dirigenten wie Daniel Barenboim oder James Levine.